# أبراهام مينيرو
أبراهام مينيرو فرنانديز (بالإسبانية: Abraham Minero) (مواليد 22 فبراير 1986 في جرانوليريس، برشلونة، كاتالونيا)، المعروف اختصارا باسم أبراهام، هو لاعب كرة قدم محترف إسباني، يلعب لريال سرقسطة في مركز المدافع.

## وصلات خارجية
- أبراهام مينيرو على موقع قاعدة بيانات كرة القدم.إي يو (الإنجليزية)
- أبراهام مينيرو على موقع Soccerbase.com (لاعب) (الإنجليزية)
- أبراهام مينيرو على موقع Soccerway.com (الإنجليزية)
- أبراهام مينيرو على موقع كووورة
- أبراهام مينيرو على موقع AS.com (الإسبانية)

- Real Zaragoza official profile (بالإسبانية)
- BDFutbol profile
- Futbolme profile (بالإسبانية)
- Transfermarkt profile